# 人生の約束
『人生の約束』（じんせいのやくそく）は、2016年（平成28年）1月9日公開の日本映画である。

## 概要
『池中玄太80キロ』や『点と線』などのテレビドラマを手がけてきた石橋冠の初めての劇場作品。石橋が“第二のふるさと”と呼ぶ富山県射水市新湊地区を舞台にしたオリジナル・ストーリー。
主演は竹野内豊。他に、江口洋介、松坂桃李、ビートたけし、西田敏行、小池栄子などが出演した。
第14回全日本国民的美少女コンテストでグランプリを受賞した髙橋ひかるの女優デビュー作。
2015年（平成27年）3月20日にクランクイン。5月2日・3日・6日に行われた富山県射水市新湊地区のロケでは、本来10月1日にこの地区で開催される「放生津曳山祭（新湊曳山祭）」が、祭礼氏子、エキストラ、スタッフなど合わせて延べ1400人が参加して再現され、13基すべての曳山が曳き出された
。また13基の提灯山一斎点灯シーンは、本祭で実際に2年交代で花山車から提灯山に衣替えする射水市役所新湊庁舎の北側駐車場（現 クロスベイ新湊）で行われた。
なお、10月の祭礼以外で13基の曳山が揃うのは初めてであった。5月11日、クランクアップ。10月1日には、完成報告会見が行われた。12月20日、放生津八幡宮で開かれた凱旋イベントでは、1905年（明治38年）以来110年ぶりに冬季に曳山への点灯が行われた。

## キャスト
中原祐馬 - 竹野内豊
IT企業のCEO。かつて親友だった塩谷航平の郷里・富山県新湊を訪ねる。
渡辺鉄也 - 江口洋介
漁師。四十物町（あいものちょう）の曳山総代。塩谷航平の義兄（妻の兄）。塩谷航平の身内として航平をかばう。
沢井卓也 - 松坂桃李
祐馬の部下。
大場由希子 - 優香
祐馬の秘書。
風間 - 眞島秀和
祐馬の部下。
社員 - 飯田基祐、髙橋洋
祐馬の部下。
藤岡小百合 - 小池栄子
四十物町の女漁師。
富樫美紀 - 美保純
スナック「海の女王」のママ。
渡辺美也子 - 市川実日子
渡辺鉄也の嫁
渡辺瞳 - 髙橋ひかる
塩谷航平の娘。伯父（母の兄）である鉄也のもとに身を寄せる。
近藤陽介 - 立川志の輔
四十物町の医師。
西村好子 - 室井滋
西村玄太郎の妻。
武田善三 - 柄本明
西町の町内会長。
検事 - 千葉哲也
東京地検特捜部検事
西村玄太郎 - 西田敏行
四十物町の町内会長。町内会長の長老として、ゲンさんと呼ばれ慕われる優しいおじいさん。
岩瀬厚一郎 - ビートたけし
富山県警捜査二課刑事。祐馬の会社に対する嫌疑を捜査する。

## スタッフ
- 監督 - 石橋冠
- 脚本 - 吉本昌弘
- 音楽 - 吉川清之
- 企画 - 一家明成（MUGEN）
- 製作 - 金馬哲雄、中山良夫、市川南、大川ナオ、藪下維也、沢桂一、石川豊、千代勝美
- ゼネラルプロデューサー - 奥田誠治
- エグゼクティブプロデューサー - 門屋大輔、大井紀子
- プロデューサー - 佐藤貴博、里内英司、中山秀一、石田雄治、荒川優美
- ラインプロデューサー - 井上博己
- 監督補 - 本多繁勝
- 撮影 - 山下悟、水梨潤
- 映像技術・照明 - 小林靖直
- 録音 - 瓜生公伸
- 映像 - 守屋誠一
- 美術 - 宮﨑洋
- 編集 - 富永孝
- スクリプター - 愛川由香
- 音響効果 - 下城義行
- 助監督 - 湯浅真
- 製作担当 - 飯塚昌夫
- 配給 - 東宝
- 制作プロダクション - 5年D組
- 製作幹事 - 日本テレビ放送網
- 企画製作 - MUGEN
- 製作 - 「人生の約束」製作委員会（MUGEN、NTV、東宝、研音、ytv、VAP、電通、TOKYO FM、北日本新聞社、KNB、STV、MMT、SDT、CTV、HTV、FBS）

## その他
- 劇中に出てくる「四十物町（あいものちょう）」は、実在した旧町名であり現存はしないが、曳山は現在も旧町名の四十物町の曳山として曳かれている[10]。
- 柄本明が町内会長を演じる「西町」は実在しない架空の町であり、西町公民館（山倉）とされる建物は、実際に曳山を持つ三日曽根（みっかそね）の公民館兼山倉である[11]。